# Angry Chair
Angry Chair è un singolo del gruppo musicale statunitense Alice in Chains, pubblicato il 6 dicembre 1992 come terzo estratto dal secondo album in studio Dirt.

## Descrizione
Tra i pochi del gruppo scritti interamente da Layne Staley, il brano è stato interpretato spesso dal vivo: una versione elettrica è inclusa nell'album Live, mentre una versione acustica registrata nel 1996 è presente nell'album Unplugged.

## Tracce
CD (Australia), MC (Stati Uniti)
1. Angry Chair – 4:48 (Layne Staley)
2. Brother – 4:27 (Jerry Cantrell)

CD (Regno Unito), 12" (Regno Unito)
1. Angry Chair – 4:51 (Layne Staley)
2. I Know Somethin' ('Bout You) – 4:24 (Jerry Cantrell)
3. It Ain't Like That (Live) – 4:40 (Jerry Cantrell, Mike Starr, Layne Staley)
4. Hate to Feel (Live) – 5:35 (Layne Staley)

7" (Regno Unito)
1. Angry Chair – 4:51 (Layne Staley)

- Lato B

1. I Know Somethin' ('Bout You) – 4:24 (Jerry Cantrell)

## Formazione
- Layne Staley – voce, chitarra
- Jerry Cantrell – chitarra, voce
- Mike Starr – basso
- Sean Kinney – batteria

## Classifiche
| Classifica (1993)             | Posizione massima |
| ----------------------------- | ----------------- |
| Irlanda                       | 28                |
| Regno Unito                   | 33                |
| Stati Uniti (alternative)     | 27                |
| Stati Uniti (mainstream rock) | 34                |